# Czarna zaraza ziemniaka
Czarna zaraza ziemniaka (ang. black blight of potato, leaf spot of potato, phoma leaf spot of potato) – grzybowa choroba ziemniaka wywołana przez Stagonosporopsis andigena (synonim Phoma andigena).
Stagonosporopsis andigena występuje w Ameryce Południowej. W Boliwii i Peru powoduje chorobę ziemniaków. Głównym jego żywicielem jest ziemniak (Solanum tuberosum), ale pasożytuje także na innych gatunkach roślin z rodziny psiankowatych (Solanaceae). Na terenie Unii Europejskiej do 2018 r. nie stwierdzono jego występowania, jednak może się tu zadomowić, dostępność żywicieli i warunki klimatyczne umożliwiają mu rozwój w Europie. Z tego względu (pod nazwą Phoma andina) został uznany za organizm kwarantannowy, którego wprowadzanie oraz rozprzestrzenianie na terytorium Unii Europejskiej jest zabronione.
Czarna zaraza ziemniaka poraża liście, łodygi i ogonki liściowe roślin ziemniaka, powodując uszkodzenia i przedwczesne opadanie liści. Nie atakuje bulw. Choroba może zmniejszyć plony do 80%, w zależności od podatności odmian ziemniaka. Najskuteczniejszą metodą jej zwalczania jest wczesne stosowanie oprysków fungicydowych i uprawa odpornych odmian ziemniaka.
W opracowaniu „Polskie nazwy chorób roślin uprawnych” chorobie wywołanej przez S. andigena nadano nazwę czarna zaraza ziemniaka, w opracowaniach anglojęzycznych choroba ta ma również nazwy plamistość liści ziemniaka (leaf spot of potato) i fomozowa plamistość liści ziemniaka (phoma leaf spot of potato).